# Liste der Kulturdenkmale in Biehla (Kamenz)
In der Liste der Kulturdenkmale in Biehla sind die Kulturdenkmale des Kamenzer Ortsteils Biehla verzeichnet, die bis Juli 2017 vom Landesamt für Denkmalpflege Sachsen erfasst wurden (ohne archäologische Kulturdenkmale). Die Anmerkungen sind zu beachten.

## Biehla
| Bild           | Bezeichnung | Lage                                                                                         | Datierung | Beschreibung | ID       |
| -------------- | --- | -------------------------------------------------------------------------------------------- | --- | --- | -------- |
|                | Wegestein | (am Ortsausgang Nordwest) (Karte)                                                            | 19. Jahrhundert | Verkehrsgeschichtlich von Bedeutung, Granit | 09253425 |
|                | Dreieckshaus; Wohnhaus und 4 vorgelagerte Postamente | Alte Schulstraße Ecke Lindenstraße (bis 31. Dezember 2018 Schulstraße) (Karte)               | 2. Hälfte 19. Jahrhundert                                                                                            | Ehemaliger Eiskeller, Putzbau über dreieckigem Grundriss, eigenwillige Fensteraufteilung, Gliederung durch Halbsäulen, die auf Konsolen stehen, davor Postamente mit pyramidalem Abschluss, baugeschichtlich und ortsgeschichtlich von Bedeutung, war Eiskeller vom Rittergut, Dreiecksgrundriss resultiert aus der Tatsache, dass so nach Süden keine Fläche für die Sonne gegeben war, laut ALK-Daten besitzt diese Gebäude keine Hausnummer | 09253427 |
|                | Wohnhaus | Alte Schulstraße 2 (bis 31. Dezember 2018 Schulstraße 2) (Karte)                             | Laut Auskunft 1888                                                                                                   | Eingeschossiges Fachwerkhaus, Giebel verbrettert, ehemaliges Stellmacher-Wohnhaus, eines der drei ursprünglich erhaltenen Fachwerkhäuser im Ort, baugeschichtlich und sozialgeschichtlich von Bedeutung, Fenster originale Größe | 09253430 |
| Weitere Bilder | Südwestliches Herrenhaus, daran anschließende Wirtschaftsgebäude (Nr. 13), nördliche Wirtschaftsgebäude (Nr. 17), Granitpfeiler der Einfriedung, Esse, Gartenhaus, Brunnen und zwei Granittröge eines ehemaligen Rittergutes sowie Teichständer | Alte Schulstraße 13, 17 (bis 31. Dezember 2018 Schulstraße 13, 17) (Karte)                   | Bezeichnet mit 1677 (Herrenhaus); 2. Hälfte 19. Jahrhundert (Wirtschaftsgebäude); bezeichnet mit 1870 (Teichständer) | Herrenhaus Obergeschoss Fachwerk, teils verputzt, teils ausgemauert, steiles Walmdach mit fünf Ochsenaugen, Granit-Türgewände, architektonische Seltenheit, Wirtschaftsgebäude massiv, mit Drempel, zum Teil mit Putzgliederung und Zahnschnittgebälk, durchweg Biberschwanzdeckung, ungewöhnlich gut erhaltenes Netz aus Alleen, in dessen Zentrum der Gutshof mit dem Gutspark steht, baugeschichtlich, ortsgeschichtlich und landschaftsgestaltend von Bedeutung. Zum Gutshof: Im Gutshof bilden ein ovales Wasserbecken, zwei Steintröge und zwei Winter-Linden vor dem Herrenhaus eine gestalterische Einheit. Eine Rosskastanie und eine Magnolie markieren den ehemaligen Standort eines Pavillons. Der Holzpavillon in zum Teil orientalisierenden Formen wurde 2017 transloziert (zukünftiger Standort: Kamenz, Breite Str. 2). Außerdem befindet sich im Gutshof östlich des Herrenhauses eine Zierpflasterung mit Sternmotiv. Reste der Einfriedung (Granitpfosten) blieben erhalten. Zum Gutspark: Spätestens ab 1825 lässt sich eine Gartennutzung, zunächst als Gras- und Baumgarten, auf der Fläche des heutigen Gutsparks nachweisen. Ab dem letzten Viertel des 19. Jahrhunderts zeigen historische Karten den Park. Der Zugang vom Gutshof zum Park wird durch ein Halbrondell aus Rosskastanien markiert. Von dem ehemals dichten Wegenetz sind nur noch wenige Wege ablesbar. Der von Süden nach Norden führende Hauptweg mit ehemals wassergebundener Decke und Granitkanten bildet auf etwa im Zentrum der Anlage eine kreisförmige Aufweitung, an der vier Steinbänke angeordnet sind. Im Park findet sich wertvoller Altgehölzbestand aus u. a. Stiel-Eiche, Winter-Linde, Rot-Buche, Rosskastanie, Eibe, Fichte, Weymouths-Kiefer, Wald-Kiefer und Lärche sowie Rhododendron. Besonders hervorzuheben ist eine uralte Eiche im Nordwesten des Parks. An der Nordgrenze finden sich noch Reste der ehemaligen Einfriedung (Granitpfosten). Zu den Alleen: Um das ehemalige Rittergut Biehla findet sich ein ungewöhnlich gut erhaltenes Netz aus Alleen, in dessen Zentrum der Gutshof mit dem Gutspark steht. Westlich des Gutshofes führt eine beeindruckende Allee aus Winter-Linden auf den Lindenberg und fächert sich dort als Lindensaal auf. Diese ist bereits seit 1825 nachweisbar. Eine weitere Allee mit wechselndem Artenbestand aus Esche, Spitz-Ahorn, Trauben-Eiche, Linde und Maulbeere führt entlang des Maulbeerweges nach Osten. Eine Allee aus Eschen und Stiel-Eichen befindet sich nördlich des Schilfteiches, eine weitere Allee aus Stiel-Eichen nördlich des Maulbeerwegs. Alleen und Gutspark bilden mit den Gebäuden des ehemaligen Rittergutes eine Einheit von Denkmalwert, der sich insbesondere durch ihre baugeschichtliche, ortsgeschichtliche und landschaftsgestaltende Bedeutung begründet ist. | 09253426 |
| Weitere Bilder | Denkmal für die Gefallenen des Ersten Weltkrieges und gegenüber stehender Wegestein | Bergallee Ecke Alte Schulstraße (bis 31. Dezember 2018: Bergstraße Ecke Schulstraße) (Karte) | Nach 1918 (Kriegerdenkmal); 19. Jahrhundert (Wegestein)                                                              | Ortsgeschichtlich und verkehrsgeschichtlich von Bedeutung, Kriegerdenkmal: Findling mit Inschrift | 09253428 |
|                | Wegestein | Bernsdorfer Straße (gegenüber vom Gasthof Biehla) (Karte)                                    | 19. Jahrhundert | Verkehrsgeschichtlich von Bedeutung, Granitstele, sich nach oben hin verjüngend, mit pyramidalem Abschluss | 09253424 |
|                | Westliches Wohnstallhaus eines Vierseithofes | Biehlaer Nordstraße 10 (bis 31. Dezember 2018 Nordstraße 10) (Karte)                         | Um 1850 | Obergeschoss Fachwerk, im Giebel und Erdgeschoss aufwendiges Fachwerk, Obergeschoss straßenseitig verbrettert, eines der letzten Beispiele der Holzbauweise im Ort, baugeschichtlich von Bedeutung, Fachwerk aufgebrettert | 09253436 |

## Streichungen von der Denkmalliste
| Bild | Bezeichnung      | Lage                                                               | Datierung | Beschreibung | ID       |
| ---- | ---------------- | ------------------------------------------------------------------ | --------- | --- | -------- |
|      | Ehemalige Schule | Alte Schulstraße 16 (bis 31. Dezember 2018 Schulstraße 16) (Karte) | 1863      | Massiv, zweigeschossig, mit zentralem Dachhaus, profilierte Fenstergewände, zum Teil bekrönt, ortshistorisch von Bedeutung; nach 2014 von der Denkmalliste gestrichen | 09253429 |

## Tabellenlegende
- Bild: Bild des Kulturdenkmals, ggf. zusätzlich mit einem Link zu weiteren Fotos des Kulturdenkmals im Medienarchiv Wikimedia Commons. Wenn man auf das Kamerasymbol klickt, können Fotos zu Kulturdenkmalen aus dieser Liste hochgeladen werden:
- Bezeichnung: Denkmalgeschützte Objekte und ggf. Bauwerksname des Kulturdenkmals
- Lage: Straßenname und Hausnummer oder Flurstücknummer des Kulturdenkmals. Die Grundsortierung der Liste erfolgt nach dieser Adresse. Der Link (Karte) führt zu verschiedenen Kartendiensten mit der Position des Kulturdenkmals. Fehlt dieser Link, wurden die Koordinaten noch nicht eingetragen. Sind diese bekannt, können sie über ein Tool mit einer Kartenansicht einfach nachgetragen werden. In dieser Kartenansicht sind Kulturdenkmale ohne Koordinaten mit einem roten bzw. orangen Marker dargestellt und können durch Verschieben auf die richtige Position in der Karte mit Koordinaten versehen werden. Kulturdenkmale ohne Bild sind an einem blauen bzw. roten Marker erkennbar.
- Datierung: Baubeginn, Fertigstellung, Datum der Erstnennung oder grobe zeitliche Einordnung entsprechend des Eintrags in der sächsischen Denkmaldatenbank
- Beschreibung: Kurzcharakteristik des Kulturdenkmals entsprechend des Eintrags in der sächsischen Denkmaldatenbank, ggf. ergänzt durch die dort nur selten veröffentlichten Erfassungstexte oder zusätzliche Informationen
- ID: Vom Landesamt für Denkmalpflege Sachsen vergebene, das Kulturdenkmal eindeutig identifizierende Objekt-Nummer. Der Link führt zum PDF-Denkmaldokument des Landesamtes für Denkmalpflege Sachsen. Bei ehemaligen Kulturdenkmalen können die Objektnummern unbekannt sein und deshalb fehlen bzw. die Links von aus der Datenbank entfernten Objektnummern ins Leere führen. Ein ggf. vorhandenes Icon  führt zu den Angaben des Kulturdenkmals bei Wikidata.